# خارپشت‌ماهی چهارنواره
خارپشت‌ماهی چهارنواره (نام علمی: Lophodiodon calori) نام یک گونه از تیره خارپشت‌ماهیان است.